# آثار تاریخی و باستانی کیوتو
آثار تاریخی و باستانی کیوتو نام مجموعه آثاری شامل ۱۷ اثر باستانی، تاریخی و جغرافیایی است که در سه شهر کیوتو، اوجی و اتسو در کشور ژاپن قرار دارند. از مجموع این آثار تاریخی ۱۳ اثر معبد بودایی، ۳ مورد زیارتگاه شینتو و یک مورد نیز قلعه است.